# Carl Gunder Dalberg
Carl Gunder Dalberg (11. marts 1800 i København – 6. juli 1862 i Frederiksværk) var en dansk officer. Søn af kammerråd ved Toldboden Thor Stentzel Dalberg (1763-1826) og hustru Frideriche Cathrine Adelgunde Amundin (1763-1855).
Dalberg blev optaget som kadet i artilleriet 1812, blev stykjunker 1814, udnævnt til løjtnant 1815, sekondløjtnant i artilleriet 1817 og til premierløjtnant 1827. Han forlod Det Kongelige Artillerikorps med kaptajns rang og blev udnævnt til inspektør på Frederiksværk Krudtværk fra 1. januar 1830, hvilket var en stilling, som han overtog efter svigerfaderen Eilert Tscherning. Dalberg blev udnævnt til Ridder af Dannebrog 2. juli 1849, fik karakter af major senere samme år og blev afskediget 1858.
Dernæst var han skovkasserer for Tisvilde og Frederiksværk distrikt. Hvervet bestred han til sin død. Han var med til at stifte Frederiksværk Sparekasse, som blev stiftet den 28. april 1836 og først havde kontorer i Statens kontor på fabrikken indtil 1858, da fabrikken undtagen krudtfabrikken overgik til privat eje. Carl Dalberg var direktør for sparekassen fra 7. maj 1837 til sin død i 1862. Det var efter hans forslag, at gaderne i Frederiksværk fik navne; ligeledes var han indblandet i, at der kom gadelys, så der i 1853 var 7 lygter i byen. Han var også en af initiativtagerne til, at der blev oprettet et læseselskab, senere biblioteket i Frederiksværk.

## Familie
Dalberg blev gift i Garnisons Kirke i København 9. april 1830 med Albertine Andrea Tscherning (21. april 1805 på Frederiksværk – 17. marts 1889 sammesteds), datter af forrige inspektør på Frederiksværk, oberst Eilert Peter Tscherning og Marie Lützow. Albertine var priorinde i Det Harboeske Enkefruekloster.
Carl Gunder Dalberg og Albertine var forældre til:
- Eilert Thor Dalberg. (1831-1834)
- Carl Anton Sciawitsky Dalberg (1835-1925)
- Marie Frederikke Dalberg (1. marts 1832 i Frederiksværk – 27. februar 1917 på Frederiksberg), gift med Fritz Meyer (1817-1891)
- Sahra Sophie Albertine Dalberg. (f. 1833)
- Anton Frederik Stanislavs Sciawitsky Dalberg. (f. 1839)
- Albertine Andrea Dalberg.(1841-1881)
- Viggo Alfred Sciavitsky Dalberg.(f. 1844)
- Julie Louise Ulrikke Eleonore Dalberg.(1845-1863)